# 愛吃鬼巧達
《愛吃鬼巧達》（英語：Chowder）是部美國動畫喜劇，在卡通頻道播出。作品講述一個年紀輕輕的廚師學徒巧達和其師父夢多等人周圍的大小故事。

## 特色
- 在作品中，常會出現用布偶、黏土、實物呈現的景色或菜色，而所處城市杏仁餅城的建築物皆富有摩洛哥或印度風味，居住的也大多是非人類，但也有擬似人類的。
- 每集片頭曲畫面在烤箱中的食物都不同；每集最後段都有一段片中角色的布偶戲橋段。

## 登場角色

### 梦多饮食服务公司
| 角色  | 暱稱／關係 | 配音員                                                                         |
| 夢 多 | Mung Daal “梦多饮食服务公司”老板 太妃之夫 薯泥之老闆 巧达之师父 被茼蒿陷害 在太妃面前表现得威严，其实很怕她 原文名Mung Daal實為印地語，意指印度菜「綠豆泥糊」 | 配音：德懷特·舒爾茨（美國）；夏治世、龍顯蕙（幼年）（台灣）                    |
| 太 妃 | Truffles 梦多之妻 巧达之师母 戴着假发，头顶是光秃秃一片 掌控公司的金钱 想要取而代之成为老板 脾气暴燥，声音强硬，若不这样，巧达他们就会越放松，最后变成原始人一样病狂 身分為磨菇精靈，背後有雙小翅膀，日常都以飛翔代替步行 原文名Truffles取自松露 | 配音：塔拉·史壯（美國）；謝佼娟（台灣）                                        |
| 巧 达 | Chowder 本作主人公 “梦多饮食服务公司”学徒 猫、浣熊、兔子的综合体，是叫兔子貓熊的生物，身体浅紫色 體重有700磅，梦想是成为大厨师，但每次做什么事情都搞砸 梦多、太妃之徒弟 食慾旺盛，常处于饥饿状态 有时候连客人的订单都吃掉 對於食物的接受度很廣，非食物也能照吃不誤(比方麻將、地板)，連眾人都難以下嚥的菲力菲力草、屁都覺得好吃 極少數覺得難吃的東西是魔磨蛋 深受贝妮迷恋，但對於這點巧达極度厭惡，經常對貝妮大喊“我不是你男朋友啦!”，在最後一集他夢到自己鼓起勇气和贝妮结婚，还生了50个宝宝 原文名Chowder取自一種美式湯品巧達濃湯 | 配音：尼基瓊斯（美國）；傅其慧（台灣）                                         |
| 薯 泥 | Schnitzel “梦多饮食服务公司”的清洁工人及夢多的助手 石头怪 因为經常被巧达激怒，所以有点不满意巧达 没什么幽默感 被茼蒿迷戀 说话只能发出“叭扑叭扑”的声音（原文是radda），但一听到太妃性感的声音卻能正常说话 原文名Schnitzel實為德文，意指中歐常見料理炸肉排 | 配音：凱文·麥可·理查森（初期）、約翰·迪·馬吉歐（後期）（美國）；康殿宏（台灣） |

### 次要／其他角色
| 角色           | 暱稱／關係 | 配音員                                                                                |
| 美乃滋         | Gazpacho 一隻猛獁象，實質是個超級媽寶和果農市場的蔬果小贩／搞笑艺人，但其身份被父母反对 巧达好友兼保母，但不欢迎泡菜 到现在都不会自己擦屁股 原文名Gazpacho實為西班牙語，意指西班牙凍湯 | 配音：戴納·史耐德（美國）；康殿宏（台灣）                                             |
| 贝 妮          | Panini 兔子和貓的综合体 極度迷恋巧达 茼蒿弟子 薇雪的暗恋对象 原文名Panini實為義大利語，取自一種義式三明治帕尼諾                                                                        | 配音：麗麗娜·穆米（美國）；雷碧文（台灣）                                             |
| 茼 蒿 （台语） | Ms.Endive、茼蒿小姐 梦多之竞争对手 對夢多有特殊感情 用叉子吃香港脚皮（其它人用汤匙） 曾把前男友禁锢成白骨 喜歡強壯體格的人例如薯泥 原文名Endive取自蔬菜苦苣，一種帶苦味的萵苣          | 配音：明迪·斯特林（美國）；龍顯蕙（台灣）                                             |
| 泡 菜          | Kimchi 是一个云状的臭气体，许多人都不想待在他身边，但巧达不介意 以“吞食”的方法来拿东西 巧达宠物兼好友 在沼泽地区出世 原文名Kimchi取自韓國料理泡菜                                      | 配音：卡爾·哈維·格林布拉特                                                            |
| 乾 酪          | Gorgonzola 史迪頓的徒弟，长得像老鼠，头上有蜡烛 对巧达不太友善 因为腰瘦（外表看不出来）所以穿女生型号的小裤裤 原文名Gorgonzola取自義大利起司戈貢佐拉起司                               | 配音：威爾・薛德利（美國）；雷碧文（台灣）                                            |
| 薇 雪          | Ceviche 公山羊 帕緹的徒弟 巧达之好友 暗恋贝妮 原文名Ceviche實為西班牙語，意指拉丁美洲沿海常見美食檸汁醃魚生                                                                            | 配音：伊蘭·加菲亞斯（美國）；謝佼娟（台灣）                                           |
| 栗子大人       | Chestnut 个头就像栗子一样，不过有两个角和胡子 身体为蓝色 對於物品的概念異於常人 曾把巧达的帽子当成渡假屋，把梦多当成座船，把停車標誌當成沙發 原文名Chestnut取自栗子                    | 配音：唐·洛柯（初期）、約翰·迪·馬吉歐（後期）（美國）；劉傑（台灣）；間宮康弘（日本） |
| 鲁 笨          | Reuben 猪、美食家 与老鼠合作诈取霸王餐或占用别人的船来租生意 原文名Reuben取自一種美式三明治魯賓三明治                                                                                  | 配音：彼得·魯本斯（美國）；劉傑（台灣）                                               |
| 河豚先生       | Mr. Fugu 很有錢的富豪 身體像氣球一樣會往上飄，所以旁邊會有僕人招財貓幫忙抓住 原文名Fugu取自「河豚」（フグ）的日文拼音                                                                  | 配音：鮑勃・裘斯（美國）；劉傑（台灣）                                                |
| 招財貓         | Foie Gras 河豚先生的僕人 只會發出「喵~」的聲音 原文名Foie Gras取自經典法式料理鵝肝 | 配音：喬治·武井（美國）；陳旭昇（台灣）                                               |
| 魯麵           | Lo Mein 夢多的師父、巧達的師公 對夢多很嚴格，夢多也用同樣的方法訓練巧達 原文名Lo Mein取自中華料理撈麵                                                                                  | 配音：吳漢章（美國）；康殿宏（台灣）                                                  |
| 史迪頓         | ' 乾酪的師傅 |                                                                                       |
| 帕緹           | ' 薇雪的師父 杏仁餅城的舞蹈老師以及評審 |                                                                                       |

## 各集標題

### 台灣版
第一季
1. 冰淇淋人／菲力菲力草大減肥
2. 穴蛙蘋果拇指瓜／巧達的黏踢踢女友
3. 麻將之夜／臭臭愛
4. 夢多的證書／唱歌豆
5. 怪泡糖／迷你魔怪
6. 巧達人工導航／超瞎客人
7. 恐怖紫奶嘴餅／薯泥存錢記
8. 美乃滋脫口秀／杏仁餅城美食節
9. 口腔歷險記／阿花果三姊妹
10. 鼻涕球初體驗／夢多耍浪漫
11. 呼呼粉的厲害／抗黴大作戰
12. 一日僕人／巧達與河豚先生
13. 歡樂假期／巧達變怪獸
14. 受傷的藍香蕉／薯泥挑戰鉛王
15. 重量級蛋糕／老鼠三明治
16. 帽帽失蹤記／補腦大餐
17. 學徒大賽

第二季
1. 劈薩機器壞了／肉桃大惡夢
2. 薯泥不幹了
3. 不歡迎光臨／奶油炮芙手
4. 樹人家族／車庫大拍賣
5. 噴火巧達／空中飛球
6. 貝妮競選主席／巧達的保母
7. 巧達餐飲公司／口頭禪大對決
8. 歡樂噎蛋節
9. 火辣約會／瘋狂購物
10. 海上派對／餛飩炸彈
11. 大帽子八婆俱樂部／死亡迷宮
12. 基本學習測驗／太妃的困擾
13. 晚餐劇場
14. 薯泥寶寶／美乃滋大戰恐龍妹
15. 大球比賽／凍凍腦
16. 蝸牛車／牙醫棒棒糖
17. 茼蒿的秘密／巨食人傳說
18. 彩色巧達世界／停電夜驚魂
19. 骰子車／詛咒食譜
20. 傷心花園／茼蒿的情人
21. 賴著不走的美乃滋／臭臭相親婚禮
22. 葡萄蟲蟲／學徒感恩節
23. 求愛博覽會／豆腐城大決鬥

第三季
1. 攪拌機爭奪大賽／手榴彈果
2. 超級童軍任務／比利時鬆餅噴口水狗狗
3. 恐怖鬼屋／靈異活死雞
4. 變身嗶啵粉／生日變裝趴
5. 砂糖紅寶石大盜／惡作劇
6. 時光老人／巧達的雜誌
7. 到薯泥家過週末／味蕾試吃員
8. 特務美乃滋／貓王小喇叭
9. 巧達長大了

### 大陆版（爱奇艺）
第一季
1. 冰淇淋人
2. 菲力菲力草大減肥
3. 穴蛙苹果拇指瓜
4. 巧达的黏踢踢女友
5. 麻将之夜
6. 臭臭爱
7. 梦多的证书
8. 唱歌豆
9. 怪泡糖
10. 迷你魔怪
11. 巧达人工导航
12. 超瞎客人
13. 恐怖紫奶嘴饼
14. 薯泥存钱记
15. 美乃滋脱口秀
16. 杏仁饼城美食节
17. 口腔历险记
18. 阿花果三姐妹
19. 鼻涕球初体验
20. 梦多耍浪漫
21. 呼呼粉的厉害
22. 抗霉大作战
23. 一日仆人
24. 巧达与河豚先生
25. 欢乐假期
26. 巧达变怪兽
27. 受伤的蓝香蕉
28. 薯泥大战铅王
29. 重量級蛋糕
30. 老鼠三明治
31. 帽帽失踪记
32. 补脑大餐
33. 学徒大赛（上）
34. 学徒大赛（下）
35. 披萨机器坏了
36. 肉桃大噩梦
37. 薯泥不干了
38. 不欢迎光临
39. 奶油泡芙手

第二季
1. 树人家族
2. 车库大拍卖
3. 喷火乔达
4. 空中特技飞球
5. 贝妮竞选主席
6. 巧达的保姆
7. 巧达餐饮公司
8. 口头禅大对决
9. 欢乐噎蛋节
10. 火辣约会
11. 疯狂大购物
12. 海上派对
13. 馄饨炸弹
14. 大帽子八婆俱乐部
15. 死亡迷宮
16. 基本学习测验
17. 太妃的困扰
18. 晚餐剧场
19. 薯泥宝宝
20. 美乃滋大战恐龙妹
21. 大球比赛
22. 冻冻脑
23. 蜗牛车
24. 牙医棒棒糖
25. 茼蒿的秘密
26. 巨食人传说
27. 彩色乔达乐园
28. 停电夜惊魂
29. 骰子车
30. 诅咒食谱
31. 伤心花园
32. 诅咒食谱
33. 赖着不走的美乃滋
34. 臭臭相亲婚礼
35. 葡萄虫虫
36. 学徒感恩节
37. 求爱博览会
38. 豆腐城大决斗

第三季
1. 搅拌机争夺大赛
2. 手榴弹果
3. 超级童军任务
4. 比利时松饼喷口水狗狗
5. 恐怖鬼屋
6. 灵异活死鸡
7. 变身哔啵粉
8. 生日变装派对
9. 砂糖红宝石大盗
10. 恶作剧
11. 时光老人
12. 巧达的杂志
13. 到薯泥家过周末
14. 味蕾试吃员
15. 巧达长大了
16. 特务美乃滋
17. 猫王小喇叭